# Locris navasi
Locris navasi är en insektsart som beskrevs av Victor Lallemand 1920. Locris navasi ingår i släktet Locris och familjen spottstritar. Inga underarter finns listade i Catalogue of Life.